# Estación de Kabiezes
Kabiezes es una estación subterránea del Metro de Bilbao, situada en el barrio homónimo, Cabieces, en el municipio de Santurce y que fue inaugurada el 28 de junio de 2014. Junto a esta estación, que es la última de la Línea 2, se construirán nuevas cocheras de Metro Bilbao, dando así por finalizado el proyecto de Línea 2 del Metro de Bilbao, que en un principio no incluía esta estación.

## Historia
Fueron excavados el total de 2400 metros con los que cuenta el tramo Santurtzi-Kabiezes. Las obras comenzaron en abril de 2009 y se prolongaron durante 33 meses desde su inicio. Una inundación ocurrida en noviembre de 2011 en la estación de Santurtzi, causando un corrimiento de tierra en el túnel perforado, retrasó su fecha de apertura. El progreso de las obras fue a un buen ritmo, ya perforadas las dos bocas de entrada en la Av. Antonio Alzaga y Lauaxeta, donde se acometieron obras de reforma en dichas calles, habiendo pavimentado y arreglado aceras, y el hueco del ascensor de la primera salida señalada.
Finalmente, y tras dos años de retraso, la estación fue inaugurada el 28 de junio de 2014.

## Accesos
La estación se sitúa bajo la rotonda de Kabiezes y cuenta con los siguientes accesos:
- Avenida de Antonio Alzaga, 64 (salida Antonio Alzaga)
- Calle de Lauaxeta, 3 (salida Lauaxeta)
- Avenida de Antonio Alzaga, 68 (salida Antonio Alzaga)

### Accesos nocturnos
- Avenida de Antonio Alzaga 64 (salida Antonio Alzaga)
- Avenida de Antonio Alzaga, 68 (salida Antonio Alzaga)

## Conexiones
- Bizkaibus